# IAM Cycling
IAM Cycling (código UCI: IAM) fue un equipo ciclista suizo de categoría WorldTeam que participaba del UCI WorldTour hasta la temporada 2016. Debutó en la temporada 2013 y en sus dos primeras temporadas estuvo en la categoría Profesional Continental.
A finales de la temporada 2016 se anunció su desaparición debido a que el fundador del equipo no pudo encontrar un copatrocinador.

## Historia
El proyecto fue presentado en abril de 2012 durante el Tour de Romandía por Michel Thétaz, fundador de IAM, una empresa de gestión de activos para clientes institucionales. En principio el equipo está asegurado hasta 2015. Tiene su sede en Ginebra y Serge Beucherie, exdirector del Crédit Agricole, es el mánager deportivo, mientras que los  directores deportivos son Marcello Albasini y los exciclistas Kjell Carlström, Eddy Seigneur y Rubens Bertogliati.
La primera temporada el equipo se nutrió de jóvenes valores suizos y otros experientes como Johann Tschopp y Martin Elmiger. A estos se sumaron ciclistas extranjeros con experiencia en equipos UCI ProTeam como los suecos Gustav Larsson y Thomas Lövkvist y el australiano Heinrich Haussler. La escuadra logró invitaciones a 15 carreras del UCI WorldTour. No participó en ninguna de las Grandes Vueltas, pero sí lo hizo en los 5 monumentos. Además, finalizó 2º en el UCI Europe Tour.
Con vistas a lograr una invitación para el Tour de Francia, en 2014 el principal refuerzo del equipo fue Sylvain Chavanel quién dejó al Omega Pharma-Quick Step debido a las escasas oportunidades de ser líder, y que sí se le darían en el IAM. Otro de los fichajes importantes fue el de Mathias Frank, uno de los mejores corredores suizos que llegó desde el BMC Racing Team. Nuevamente invitado a gran parte del WorldTour, logró la primera victoria de etapa en este calendario en marzo, por intermedio de Matteo Pelucchi en la Tirreno-Adriático. En junio, Mathias Frank terminó 2º en la Vuelta a Suiza, habiendo sido el líder de la carrera durante 6 etapas y perdiendo la posibilidad de ganarla en la última etapa. Las buenas actuaciones hicieron que el conjunto suizo fuera invitado por primera vez tanto al Tour de Francia, como a la Vuelta a España.

## Corredor mejor clasificado en las Grandes Vueltas
| Año  | Giro de Italia        | Tour de Francia   | Vuelta a España        |
| ---- | --------------------- | ----------------- | ---------------------- |
| 2013 | -                     | -                 | -                      |
| 2014 | -                     | 32.º Marcel Wyss  | 61.º Vicente Reynés    |
| 2015 | 36.º Sylvain Chavanel | 8.º Mathias Frank | 38.º Lawrence Warbasse |
| 2016 | 40.º Marcel Wyss      | 18.º Stef Clement | 21.º Marcel Wyss       |

## Material ciclista

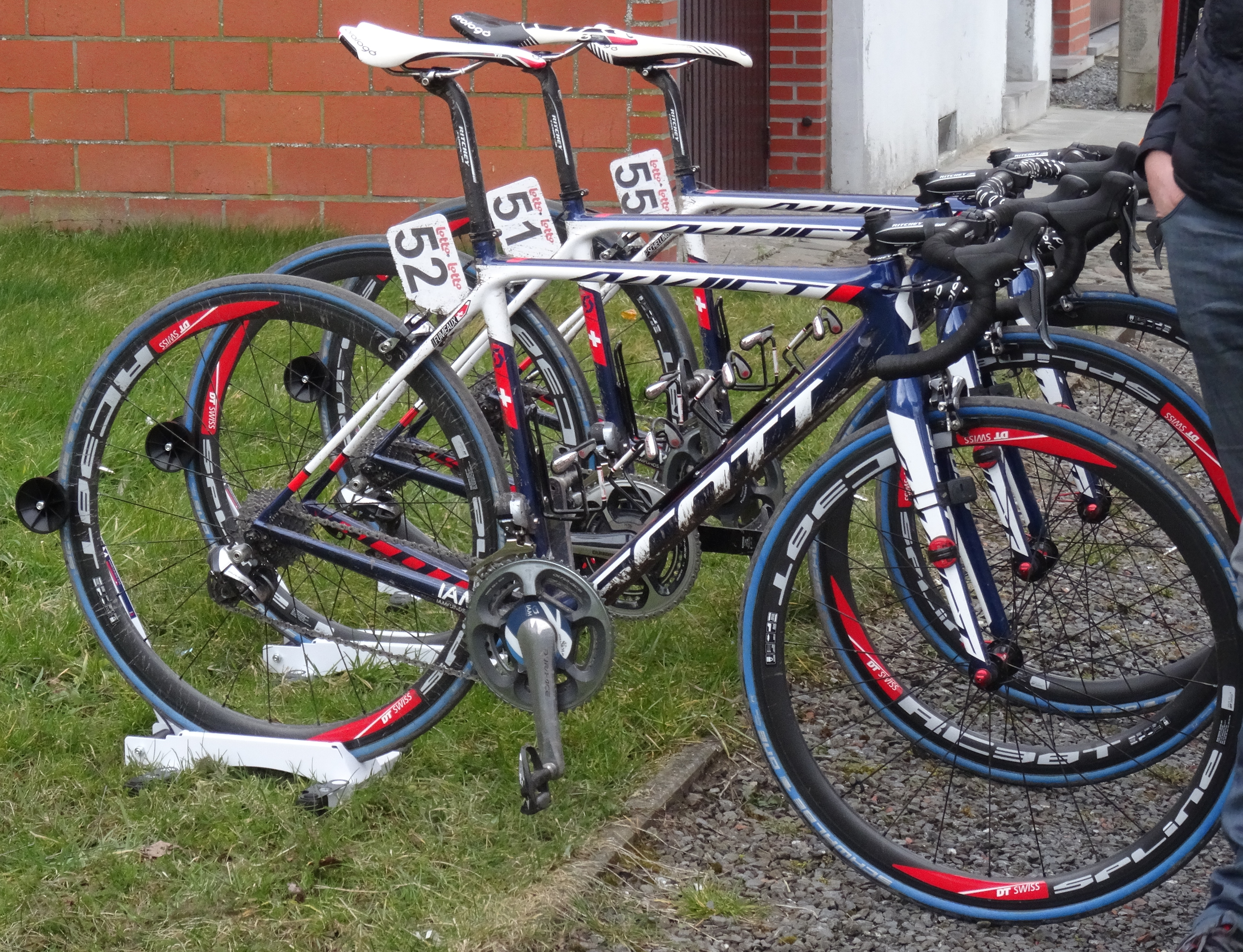
Bicicletas que utiliza el equipo.

El equipo utiliza bicicletas Scott.

## Clasificaciones UCI
En su primera participación en los Circuitos Continentales UCI, las clasificaciones del equipo y su mejor ciclista son las siguientes:
| Año                     | Clasificación por equipos | Mejor corredor   | Posición |
| 2012-2013 (Asia Tour)   | 35.º                      | Johann Tschopp   | 114.º    |
| 2012-2013 (Europe Tour) | 2.º                       | Martin Elmiger   | 16.º     |
| 2013-2014 (Europe Tour) | 5.º                       | Sylvain Chavanel | 6.º      |

Debido a que el equipo en 2015 ascendió al UCI WorldTour, estás son las clasificaciones del equipo y su mejor corredor en dicho circuito: 
| Año  | Clasificación por equipos | Mejor corredor | Posición |
| 2015 | 17.º                      | Mathias Frank  | 58.º     |
| 2016 | 17.º                      | Oliver Naesen  | 51.º     |

## Palmarés
Para años anteriores, véase Palmarés del IAM Cycling

### Palmarés 2016

#### UCI WorldTour
| Fechas          | Carreras                         | Ganador             |
| 25 de mayo      | 17.ª etapa del Giro de Italia    | Roger Kluge         |
| 19 de junio     | 9.ª etapa de la Vuelta a Suiza   | Jarlinson Pantano   |
| 17 de julio     | 15.ª etapa del Tour de Francia   | Jarlinson Pantano   |
| 26 de agosto    | 7.ª etapa de la Vuelta a España  | Jonas Van Genechten |
| 28 de agosto    | Bretagne Classic                 | Oliver Naesen       |
| 7 de septiembre | 17.ª etapa de la Vuelta a España | Mathias Frank       |

#### Circuitos Continentales UCI
| Fechas        | Circuito        | Carreras                             | Ganador        |
| 31 de enero   | UCI Europe Tour | Gran Premio Ciclista la Marsellesa   | Dries Devenyns |
| 7 de febrero  | UCI Europe Tour | 5.ª etapa de la Estrella de Bessèges | Jérôme Coppel  |
| 7 de febrero  | UCI Europe Tour | Estrella de Bessèges                 | Jérôme Coppel  |
| 14 de febrero | UCI Europe Tour | Clásica de Almería                   | Leigh Howard   |
| 24 de abril   | UCI Europe Tour | 6.ª etapa del Tour de Croacia        | Sondre Enger   |
| 27 de mayo    | UCI Europe Tour | 2.ª etapa de la Vuelta a Bélgica     | Dries Devenyns |
| 29 de mayo    | UCI Europe Tour | Vuelta a Bélgica                     | Dries Devenyns |
| 27 de julio   | UCI Europe Tour | 5.ª etapa del Tour de Valonia        | Dries Devenyns |
| 27 de julio   | UCI Europe Tour | Tour de Valonia                      | Dries Devenyns |
| 31 de agosto  | UCI Europe Tour | 1.ª etapa del Tour de los Fiordos    | Leigh Howard   |

#### Campeonatos nacionales
| Fechas      | Carreras                                 | Ganador          |
| 25 de junio | Campeonato de Austria Contrarreloj (CRI) | Matthias Brändle |
| 26 de junio | Campeonato de Suiza en Ruta              | Jonathan Fumeaux |
| 26 de junio | Campeonato de Austria en Ruta            | Matthias Brändle |

## Plantilla
Para años anteriores, véase Plantillas del IAM Cycling

### Plantilla 2016
| Corredor             | Nacimiento | Nacionalidad   | Equipo 2015                 |
| Marcel Aregger       | 26/08/1990 | Suiza          | IAM Cycling                 |
| Matthias Brändle     | 07/12/1989 | Austria        | IAM Cycling                 |
| Clément Chevrier     | 29/06/1992 | Francia        | IAM Cycling                 |
| Stef Clement         | 24/09/1982 | Países Bajos   | IAM Cycling                 |
| Jérôme Coppel        | 06/08/1986 | Francia        | IAM Cycling                 |
| Stefan Denifl        | 20/09/1987 | Austria        | IAM Cycling                 |
| Dries Devenyns       | 22/07/1983 | Bélgica        | IAM Cycling                 |
| Martin Elmiger       | 23/09/1978 | Suiza          | IAM Cycling                 |
| Sondre Enger         | 17/12/1993 | Noruega        | IAM Cycling                 |
| Mathias Frank        | 09/12/1986 | Suiza          | IAM Cycling                 |
| Jonathan Fumeaux     | 07/03/1988 | Suiza          | IAM Cycling                 |
| Heinrich Haussler    | 25/02/1984 | Australia      | IAM Cycling                 |
| Reto Hollenstein     | 22/08/1985 | Suiza          | IAM Cycling                 |
| Leigh Howard         | 10/10/1989 | Australia      | Orica GreenEDGE             |
| Roger Kluge          | 05/02/1986 | Alemania       | IAM Cycling                 |
| Vegard Stake Laengen | 07/02/1989 | Noruega        | Team Joker                  |
| Pirmin Lang          | 25/11/1984 | Suiza          | IAM Cycling                 |
| Oliver Naesen        | 16/09/1990 | Bélgica        | Topsport Vlaanderen-Baloise |
| Jarlinson Pantano    | 19/11/1988 | Colombia       | IAM Cycling                 |
| Simon Pellaud        | 06/11/1992 | Suiza          | IAM Cycling                 |
| Matteo Pelucchi      | 21/01/1989 | Italia         | IAM Cycling                 |
| Vicente Reynés       | 30/07/1981 | España         | IAM Cycling                 |
| Aleksejs Saramotins  | 08/04/1982 | Letonia        | IAM Cycling                 |
| David Tanner         | 30/09/1984 | Australia      | IAM Cycling                 |
| Jonas Van Genechten  | 16/09/1986 | Bélgica        | IAM Cycling                 |
| Larry Warbasse       | 28/06/1990 | Estados Unidos | IAM Cycling                 |
| Marcel Wyss          | 25/06/1986 | Suiza          | IAM Cycling                 |
| Oliver Zaugg         | 09/05/1981 | Suiza          | Tinkoff-Saxo                |

1. ↑  Hasta el 13 de agosto.